# André César Dubois
Pour les articles homonymes, voir André Dubois (homonymie) et Dubois.
 (novembre 2016).
André César Dubois est un homme politique français né le 16 octobre 1849 à Alès (Gard) et décédé le 18 juillet 1922 à Draveil.

## Biographie
Ouvrier métallurgiste à la compagnie de chemins de fer PLM, il est ensuite professeur à l'école municipale professionnelle Diderot, à Paris. Il est député de la Seine du 6 mai 1906 au 31 mai 1910, inscrit au groupe des socialistes unifiés. 
En son hommage, la rue Lachambeaudie, à Paris, est devenue la rue André-Dubois en 1935.